# Geneviève Picot
Geneviève Picot es una actriz australiana conocida por haber aparecido en la serie Medivac y por sus numerosas participaciones en teatro.

## Biografía
En 1994 fundó el National Performance Conference.
Desde hace más de treinta y cuatro años sale con Tony Watts.

## Carrera
En 1991 apareció en la película Proof donde dio vida a Celia, una ama de casa frágil y frustrada que secretamente está enamorada de su empleador ciego Martin (Hugo Weaving).
En el 2003 se unió como personaje recurrente en la serie Wicked Science donde interpretó a la directora Alexa Vyner hasta el 2004.
En el 2006 obtuvo un pequeño papel en la película Irresistible protagonizada por los actores Susan Sarandon y Sam Neill donde interpretó a una enfermera.

## Filmografía
- Series de Televisión

| Año         | Serie                          | Personaje           | Notas                                |
| ----------- | ------------------------------ | ------------------- | ------------------------------------ |
| 2013        | Miss Fisher's Murder Mysteries | Valma Brightwell    | episodio "Death On The Vine"         |
| 2007        | Mcleod's Daughters             | Helen Hall          | 2 episodios                          |
| 2003 - 2004 | Wicked Science                 | Alexa Vyner         | 15 episodios                         |
| 2002        | MDA                            | Dra. Sally Williams | episodio "In the Gun"                |
| 1996 - 1998 | Medivac                        | Doctora             | 48 episodios                         |
| 1996        | Fire                           | Sophie Harrison     | 4 episodios                          |
| 1996        | Law of the Land                | Val Weekes          | episodio "First Do No Harm"          |
| 1995        | Frontline                      | Elizabeth Holst     | episodio "The Great Pretenders"      |
| 1995        | Halifax f.p.                   | Denise Rattigan     | episodio "Hard Corps"                |
| 1993        | Seven Deadly Sins              | Wrath               | miniserie                            |
| 1992        | Acropolis Now                  | Enfermera Wallace   | episodio "Desperately Seeking Effie" |
| 1992        | Good Vibrations                | Kate                | miniserie                            |
| 1991        | G.P.                           | Melanie Sanders     | episodio "Love Hurts"                |
| 1989        | Inside Running                 | Penelope Phillips   | -                                    |
| 1987        | The Petrov Affair              | -                   | miniserie                            |
| 1980        | The Timeless Land              | Emily               | miniserie                            |
| 1976        | The Sullivans                  | Caroline Sullivan   | -                                    |

- Películas

| Año  | Título                 | Personaje         | Notas |
| ---- | ---------------------- | ----------------- | --- |
| 2010 | The Last Bottle        | May               | corto - junto a Milijana Cancar & Charles Tingwell                                                             |
| 2006 | The Book of Revelation | Camarera          | junto a Greta Scacchi, Colin Friels, Deborah Mailman, Nadine Garner, Olivia Pigeot, Sibylla Budd & Andy McPhee |
| 2006 | Irresistible           | Enfermera de Mara | junto a Emily Blunt, William McInnes & Georgie Parker                                                          |
| 2003 | Max's Dreaming         | Rose              | junto a Carolyn Bock, James Degenhardt, Colin Friels, John Higginson & Lucy Honigman                           |
| 1997 | True Love and Chaos    | Hannah            | junto a Naveen Andrews, Kimberley Davies, Miranda Otto, Noah Taylor, Hugo Weaving & Ben Mendelsohn             |
| 1994 | Muriel's Wedding       | Detective         | junto a Toni Collette, Dan Wyllie, Rachel Griffiths, Matt Day & Chris Haywood                                  |
| 1994 | Bread & Roses          | Sonja Davies      | junto a Mick Rose, Perry Piercy, Ingrid Prosser & Tina Regtien                                                 |
| 1993 | The Making of Nothing  | -                 | junto a Jane Turner, Michael Veitch, Cameron Daddo, Kim Gyngell & Magda Szubanski                              |
| 1991 | Proof                  | Celia             | junto a Hugo Weaving, Russell Crowe, Heather Mitchell & Frankie J. Holden                                      |
| 1988 | The Four Minute Mile   | Marjorie Jackson  | junto a Adrian Rawlins, John Philbin, Michael York, Lewis Fitz-Gerald & Tracy Mann                             |
| 1987 | To Market to Market    | Suzanna           | junto a Philip Quast, Maureen Edwards, Noel Trevarthen & Tony Llewellyn-Jones                                  |
| 1985 | The Long Way Home      | Robin             | junto a Richard Moir, Peter Kowitz & Joanne Samuel                                                             |
| 1984 | Undercover             | Libby             | junto a Barry Otto, Michael Paré, Peter Phelps & Andrew Sharp                                                  |
| 1983 | A Descant for Gossips  | Helen Striebel    | junto a Kaarin Fairfax, Peter Carroll & Steve Bastoni                                                          |

- Teatro[2]

| Año        | Obra                             | Personaje    | Director (a)     | Teatro              | Notas                                                                    |
| ---------- | -------------------------------- | ------------ | ---------------- | ------------------- | ------------------------------------------------------------------------ |
| 2012       | Queen Lear                       | Goneril      | Rachel McDonald  | Melbourne Theatre   | junto a Robyn Nevin, Richard Piper, Alexandra Schepisi & Rohan Nichol    |
| 2010       | The Grenade                      | -            | Peter Evans      | Playhouse Theatre   | junto a Belinda Bromilow, Mitchell Butel, Garry McDonald & Eloise Mignon |
| 2008       | The Lower Depths                 | -            | Ariette Taylor   | -                   | junto a Syd Brisbane, Marco Chiappi, Luke Elliot & Neil Pigot            |
| 2008       | Rock 'n' Roll                    | Eleanor      | Simon Phillips   | Sydney Theatre      | junto a Danielle Cormack, Matthew Newton & William Zappa                 |
| 2007       | Small Metal Objects              | -            | Bruce Gladwin    | -                   | junto a Simon Laherty, Jim Russell & Sonia Teuben                        |
| 2006       | Barmaids                         | -            | Gary Down        | Theatre Royal       | junto a Valerie Bader                                                    |
| 2006       | Ray's Tempest                    | Ruthie       | Bruce Myles      | Fairfax Theatre     | junto a Kim Gyngell, Hamish Michael, William McInnes & Alex Schepisi     |
| 2001, 2004 | The Vag. Monologues              | -            | -                | Footbridge Theatre  | junto a Genevieve Lemon, Bojana Novakovic & Abi Tucker                   |
| 2001, 2002 | The Aunt's Story                 | -            | Adam Cook        | Belvoir St. Theatre | junto a Ralph Cotterill, Helen Morse & Roger Oakley                      |
| 2001       | The Rain Dancers                 | -            | Melanie Beddie   | -                   | junto a Peta Brady, Monica Maughan & Ken Radley                          |
| 2000       | The Great Man                    | -            | Robyn Nevin      | Sydney Theatre      | junto a Max Cullen, Toby Schmitz & Martin Vaughan                        |
| 1998       | Away                             | -            | Greg Saunders    | Melbourne Theatre   | junto a Kate Atkinson, Helen Hopkins & Travis McMahon                    |
| 1996       | Miss Bosnia                      | -            | Nadia Tass       | Alexander Theatre   | junto a Frank Gallacher, Peter O'Brien & Nicki Wendt                     |
| 1996       | My Father's Father               | -            | Roger Hodgman    | -                   | junto a Peter Adams, Paul English, Monica Maughan & Mark Pegler          |
| 1995       | Summer of the Seventeenth Doll   | -            | Robyn Nevin      | Canberra Theatre    | junto a Tom Considine, Sophie Lee, Anthony Phelan & Fred Whitlock        |
| 1995       | Arcadia                          | -            | Simon Phillips   | Drama Theatre       | junto a Sally Cooper, Helen Morse & Peter O'Brien                        |
| 1994       | A Flea in Her Ear                | -            | Simon Phillips   | Playhouse Theatre   | junto a Reg Evans, Judith McGrath, Peter O'Brien & Richard Piper         |
| 1994       | The Sisters Rosensweig           | -            | Roger Hodgman    | Majesty's Theatre   | junto a Judi Farr, Max Gillies, Rachel Griffiths & Jacki Weaver          |
| 1994       | There's One In Every Marriage    | -            | Babs McMillan    | Mietta's Theatre    | junto a Alan Fletcher, Margot Knight, Peter O'Brien & James Wright       |
| 1993       | The Temple                       | -            | Bruce Myles      | Alexander Theatre   | junto a Nikki Coghill, Tony Hawkins, Mark Little & Anthony Wong          |
| 1992       | Summer of the Aliens             | -            | Nadia Tass       | Russell St. Theatre | junto a Kylie Belling, Josephine Keen & Vince Colosimo                   |
| 1990       | On Top of the World              | -            | Robyn Nevin      | -                   | junto a Peter Cummins, Tom Gutteridge & Lois Ramsay                      |
| 1991       | Hotel Sorrento                   | -            | Aubrey Mellor    | Wharf Theatre       | junto a Elspeth Ballantyne, Peter Curtin & Barry Otto                    |
| 1988       | The Proposal & A Respectable W.. | -            | Roger Hodgman    | Russell St. Theatre | junto a Alan Fletcher, Frank Gallacher, Philip Holder & Nicki Wendt      |
| 1988       | The Rivers of China              | -            | Simon Phillips   | -                   | junto a Frank Gallacher, Robert Menzies, Helen Morse & Lynne Williams    |
| 1988       | Volpone                          | Lady Wouldbe | Robert Draffin   | Church Theatre      | junto a Karen Davitt, Rhys McConnochie & Mark Minchinton                 |
| 1987       | The Comedy of Errors             | -            | Robert Draffin   | Church Theatre      | junto a Natalie Bate, Reg Evans, Ernie Gray & Robert Meldrum             |
| 1986       | This Is The Way The World Ends   | -            | John Ellis       | Church Theatre      | junto a Meg Clancy, Ian Scott & Roderick Williams                        |
| 1985       | Trumpets and Raspberries         | -            | John Sumner      | -                   | junto a Don Bridges, Peter Cummins & Monica Maughan                      |
| 1985       | Benefactors                      | -            | Graeme Blundell  | Russell St. Theatre | junto a Frank Gallacher, Roger Oakley & Barbara Stephens                 |
| 1985       | Sons of Cain                     | -            | David Williamson | -                   | junto a Ray Barrett, John Clayton, Max Cullen & Sandy Gore               |
| 1984       | A Midsummer Night's Dream        | -            | Roger Hodgman    | Athenaeum Theatre   | junto a Linda Cropper, Pamela Rabe, Bruce Spence & William Zappa         |
| 1984       | Top Girls                        | -            | Roger Hodgman    | Russell St. Theatre | junto a Nancy Black, Belinda Davey, Babs McMillan & Pamela Rabe          |
| 1983       | Who's Afraid of Virginia Woolf?  | -            | Roger Hodgman    | Russell St. Theatre | junto a James Laurie, Bruce Myles & Robyn Nevin                          |
| 1982       | The Changeling                   | -            | John Sumner      | Universal Theatre   | junto a Peter Crossley, Robert Essex, Norman Kaye & Peter Kowitz         |
| 1982       | As You Like It                   | -            | Bruce Myles      | Athenaeum Theatre   | junto a Sandy Gore, Norman Kaye, Peter Kowitz & Ross Williams            |
| 1981       | Tales from The Vienna Woods      | -            | Aubrey Mellor    | -                   | junto a Robert Alexander, Brandon Burke, Ivar Kants & Anna Volska        |
| 1981       | Antigone                         | -            | Steve Agnew      | Athenaeum Theatre   | junto a Celia de Burgh, John Lee & Roger Oakley                          |
| 1979       | The Ballad of the Sad Cafe       | -            | Robin Lovejoy    | NIDA Theatre        | junto a Warren Coleman, Susan Lyons, Scott McGregor & Anne Tenney        |
| 1979       | The Beggar's Opera               | -            | Aubrey Mellor    | NIDA Theatre        | junto a Tyler Coppin, Michael Cummings, Susan Lyons & Philip Quast       |
| 1979       | The Three Sisters                | -            | Aarne Neeme      | Jane St. Theatre    | junto a Warren Coleman, Lynette Haddrick, Susan Lyons & Scott McGregor   |

## Premios y nominaciones
| Año  | Categoría                                   | Premio     | Película      | Resultado |
| ---- | ------------------------------------------- | ---------- | ------------- | --------- |
| 1994 | Best Actress in a Lead Role                 | AFI Award  | Proof         | Nominada  |
| 1991 | Best Actress in a Lead Role                 | AFI Award  | Undercover    | Nominada  |
| 1983 | Best Performance in a Dramatic Role: Female | Film Award | Bread & Roses | Ganó      |